# 吉橋隆雄
吉橋 隆雄（よしはし たかお）は、TBSテレビコンテンツ制作局制作1部担当部長兼担当プロデューサー。以前はマネージメントプロデューサー。慶應義塾大学経済学部卒業。

## 人物
- 以前はディレクターで活躍していた。
- その後は総合演出、協力プロデューサーなどを担当していた。
- 2008年には、小谷和彦チーフプロデューサーの下でプロデューサーを担当していた。
- 2010年には、チーフプロデューサーに昇格する。
- 2012年10月には、チーフからエグゼクティブと肩書きが変わり、「日曜ゴールデンで何やってんだテレビ」で大木真太郎と共にエグゼクティブプロデューサーを担当した。
- 2014年8月には、エグゼクティブプロデューサーからマネージメントプロデューサーとなったと同時に、小谷和彦マネージメントプロデューサーが番組を離れ、「中居正広の金曜日のスマたちへ」では、マネージメントプロデューサーを担当している。
- 2018年7月からは、古谷英一マネージメントプロデューサーが担当していた番組を引き継いだ。
- 2019年4月からは、一部の担当番組を樋江井彰敏マネージメントプロデューサーに引き継いだ。

## 現在の担当番組
- プロデューサー
  - 世界くらべてみたら（2023年4月19日-、以前はマネージメントプロデューサー、2020年10月-2023年3月まで担当プロデューサー）
- 協力プロデューサー
  - 音楽の日（年一回特番、2022年放送回から再度担当、以前はマネージメントプロデューサー→担当プロデューサー→協力プロデューサー→担当プロデューサー）
- 担当プロデューサー
  - UTAGE!（不定期特番、2021年8月-、以前はマネージメントプロデューサー）
- マネージメントプロデューサー
  - クリスマス音楽祭（年一回特番、2018年放送回から担当）
  - 輝く!日本レコード大賞（年一回特番、2018年放送の第60回から担当）
- 総合演出
  - 生命38億年スペシャル 最新脳科学ミステリー“人間とは何だ…!?”（不定期特番）

## 過去の担当番組
- ディレクター
  - クイズ100人に聞きました
  - 史上最強のクイズ王決定戦
  - 関口宏の東京フレンドパーク2
  - ここがヘンだよ日本人
  - ドリーム・プレス社
- 総合演出
  - オフレコ!
  - スーパーフライデー「たけしの緊急警告SP 絶対やってはいけない」
  - 緊急!池上彰と考える巨大地震～その時命を守るために…（不定期特番、第2・3回はテレビ未来遺産枠で放送）
- 協力プロデューサー
  - KYOKUGEN2013
  - あさチャン!（金曜日）
- 担当プロデューサー
  - 生放送で満点出せるか100点カラオケ音楽祭（不定期特番、以前はマネージメントプロデューサー）
  - オトラクション
  - 中居大輔と本田翼と夜な夜なラブ子さん（以前はマネージメントプロデューサー）
  - 歌のゴールデンヒット（不定期特番、第5弾から第8弾まで担当）
- OAサブ
  - 第46回日本レコード大賞
- プロデューサー
  - 第二アサ秘ジャーナル
  - 中居正広の金曜日のスマイルたちへ（2023年4月7日-2023年6月、以前はマネージメントプロデューサー→2020年1月10日 - 9月までエグゼクティブプロデューサー→2020年10月9日- 2023年3月まで担当プロデューサー）
  - CDTVライブ!ライブ!（2023年4月-7月、以前はマネージメントプロデューサー、2020年10月-2023年3月まで担当プロデューサー）
  - ニンゲン観察バラエティ モニタリング（2023年4月27日-6月）
- プロデューサー・MP
  - ハッピーあにまる（不定期特番）
- チーフプロデューサー
  - THEぶっちぎりTV
  - 情報7daysニュースキャスター
  - 緊急!公開大捜索SP〜失踪…記憶喪失…事件…今夜アナタが解決する〜（不定期特番）
  - 緊急!TV公開大捜査 特捜事件ファイル
- エグゼクティブプロデューサー
  - 日曜ゴールデンで何やってんだテレビ
  - 別冊アサ秘ジャーナル
- マネージメントプロデューサー
  - 不思議探求バラエティー ザ・世界ワンダーX
  - なかい君の学スイッチ
  - ぴったんこカン・カン
  - ゴロウ・デラックス
  - COUNT DOWN TV
  - ふるさとの夢
  - ライブB♪（月一回番組）
  - 1番だけが知っている
  - 中居くん決めて!
  - ビートたけしの絶対見ちゃいけないTV（不定期特番、以前はプロデューサー）
  - 新どうぶつ奇想天外!（不定期特番）
  - 林修の歴史ミステリー（不定期特番）
  - 卒業ソング音楽祭（年一回特番、2019年放送回から担当）
- エグゼグティブプロデューサー・マネージメントプロデューサー
  - 実録まさかのオーメン（不定期特番）